# Corall d'aigua freda

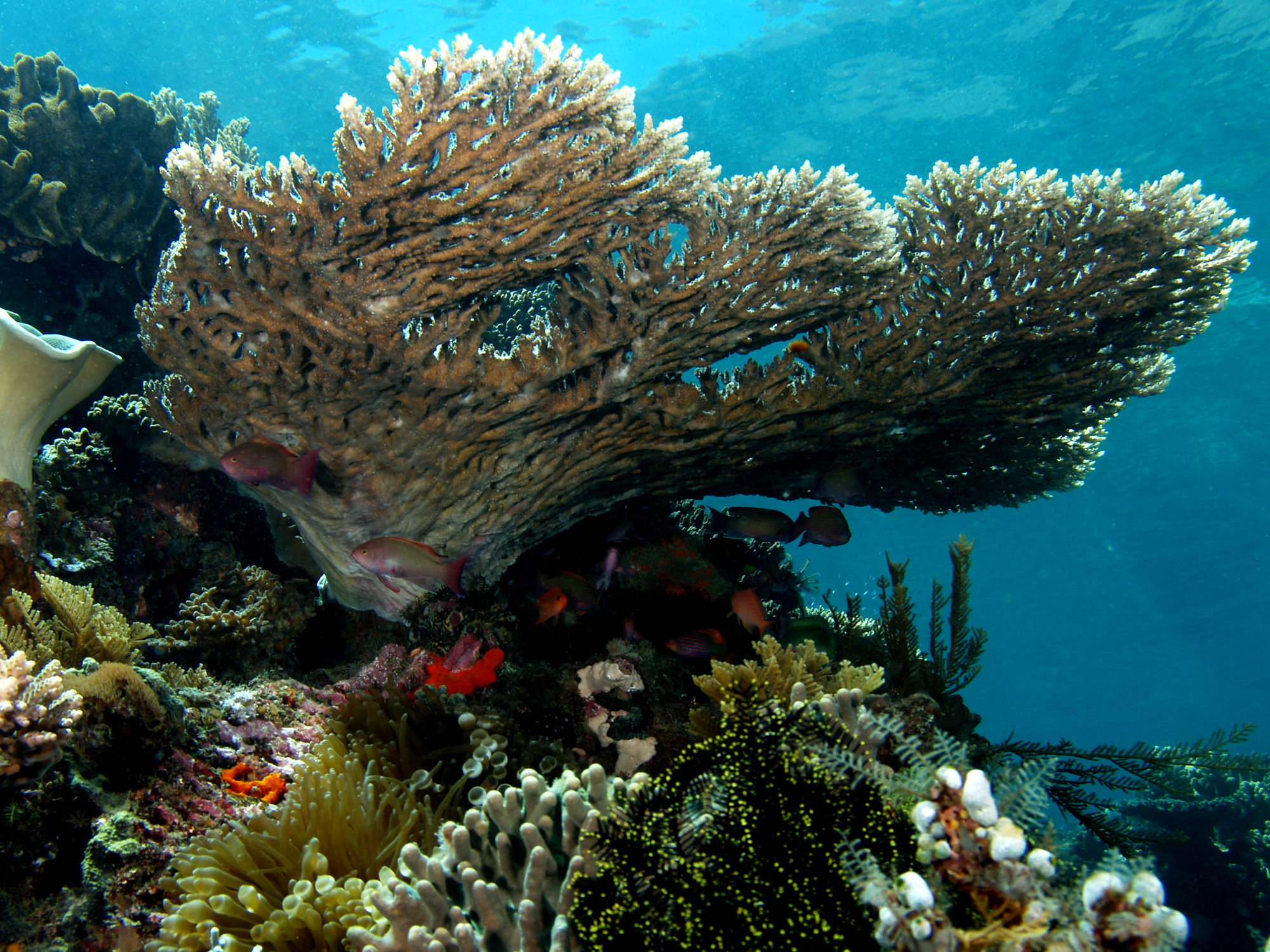
Corall d'aigües profundes

Els coralls d'aigües fredes, també coneguts com a coralls d'aigües profundes, son un tipus de coralls que s'estenen per parts més profundes i fosques dels oceans que no pas els coralls tropicals, aquestes zones van des de l'inici de la zona abissal, fins més enllà dels 2.000 m de fondària on la temperatura de l'aigua pot arribar a ser de 4 °C. Els coralls d'aigües fredes pertanyen a l'embrancament Cnidaris i sovint són coralls petris (Escleractinis), però també inclouen coralls negres i banyuts i coralls tous, incloent les gorgònies. Com els coralls tropicals, proporcionen hàbitat a altres espècies però no requereixen les algues simbiòtiques zooxantel·les per a poder sobreviure.
Unes poques espècies fan esculls tradicionals (la més comuna d'aquestes és Lophelia pertusa) i en lloc d'això fan altres agregacions.
Els cables submarins i la pesca d'arrossegament tendeixen a trencar els coralls i destruir-ne els esculls. Actualment estan en perill d'extinció.

## Descobriment i estudi
En tenir el seu hàbitat a gran fondària i en una zona fosca no es van descobrir, pels pescadors noruecs, fins fa uns 250 anys. Recentment a través de l'ús de minisubmarins s'han pogut estudiar amb detall essent el primer Wilson (1979)
Les comunitats de Lophelia hostatgen biodiversitat marina com esponges, cucs poliquets, mol·luscs, crustacis, estrelles de mar, aranyes de mar, peixos, etc.

## Taxonomia

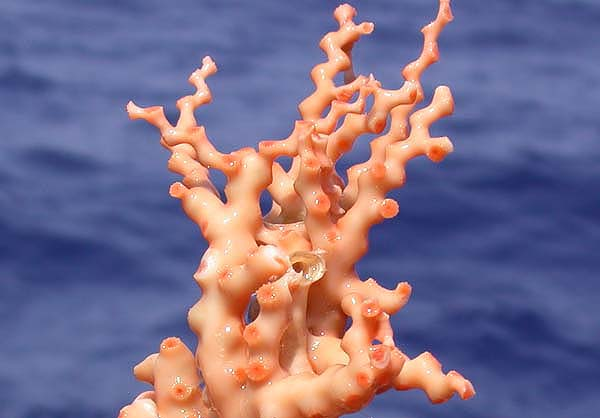
de Carolina del Sud.

Els coralls són animals dins el fílum Cnidaria i la classe Anthozoa. Els Antozous es divideixen en dues subclassess Octocorals (Alcyonaria) i Hexacorals (Zoantharia).

## Distribució

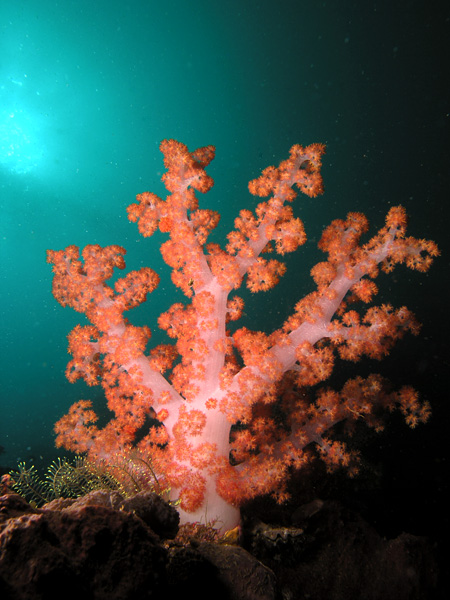
Corall rosa.

Els coralls d'aigües fredes estan àmpliament distribuïts pel món amb grans agregacions a l'Atlàntic Nord i a l'Atlàntic sud però també en aigües tropicals com les de Florida. Les principals espècies que fan esculls són: Lophelia pertusa, Oculina varicosa, Madrepora oculata, Desmophyllum cristagalli, Enallopsammia rostrata, Solenosmilia variabilis, i Goniocorella dumosa. Quatre gèneres (Lophelia, Desmophyllum, Solenosmilia, i Goniocorella) constitueixen la majoria dels bancs de corall d'aigües fredes entre les 400 i els 700 m de fondària
La Madrepora oculata habita en fondàries de fins a 2.020 m i és cosmopolita, fins i tot es troba en aigües subantàrtiques (Cairns, 1982). Colònies d'Enallopsammia es troben a Florida entre els 600 i 800 m de fondària.
Lophelia pertusa es troba a l'Atlàntic, de Noruega a Àfrica Occidental i Brasil, i Lophelia al voltant del golf de Biscaia, les illes Canàries, Portugal, Madeira, les Açores i la conca occidental del mar Mediterrani.
A principis de l'any 2020 es va saber que uns científics havien trobat una de les colònies més grans del Mediterrani davant la costa de Blanes (Selva), a uns 600 metres de profunditat. Aquesta s'havia preservat de manera natural ja que els pescadors l'evitaven perquè sabien que s'hi enganxaven les seves xarxes. Arran del descobriment, el grup de científics de l'Institut de Ciències del Mar (ICM) iniciava una campanya de quinze dies per tal d'estudiar-ne les característiques i com protegir-les ja que, com va comentar un dels científics, segurament es tractava d'una de les millors preservades en aquest mar. Analitzant el corall tant des d'un punt de vista biològic com geològic se sabria com els afecta l'activitat pesquera i en sortirien les propostes que farien possible la protecció de les colònies de corall dels canyons submarins de Blanes per part de les barques d'arrossegament.